# Prosopocera rufobrunnea
Prosopocera rufobrunnea är en skalbaggsart som beskrevs av Stefan von Breuning 1936. Prosopocera rufobrunnea ingår i släktet Prosopocera och familjen långhorningar. Inga underarter finns listade i Catalogue of Life.